# 張正謨
張正謨（1521年—？），字以明，號習川，江西南昌府南昌縣人，民籍，明朝政治人物。

## 生平
嘉靖二十五年丙午科（1546年）江西鄉試第七十八名舉人。嘉靖三十五年（1556年）中式丙辰科會試第二百一十三名，二甲第三十二名進士。大理寺观政，次年授礼部祠祭司主事，四十年升本司员外，四十一年升祠祭司郎中，历主客司、儀制司，四十四年丁忧，卒。

## 家族
曾祖張玉輝；祖父張大行，壽官；父張元芳，封刑部主事。母盧氏（封太安人）。兄张正和（按察副使）、弟正思、正誼，俱生员。